# Rumors
Rumors ist ein Lied von Timex Social Club aus dem Jahr 1986, das von den Bandmitgliedern geschrieben wurde. Für die Produktion waren Denzil Foster und Jay King verantwortlich. Es erschien auf dem Album Vicious Rumors.

## Geschichte
In Rumors geht es um Gerüchte und darum, wie das Lyrische Ich zu diesen steht. Das Lied entspricht der Musikrichtung Post-Disco, wurde am 13. Juni 1986 veröffentlicht und erreichte Platz eins in Kanada. Für den Verkauf von 100.000 Singles wurde der Song in Kanada mit Platin ausgezeichnet.
Der überraschende und plötzliche Erfolg der Single Rumors rief den Produzenten und Mitgründer des Labels Def Jam, Russell Simmons auf den Plan, dieser buchte die Band als Opener für 38 Shows der Raising-Hell-Tour der US-Rapper Run-D.M.C. Weitere Künstler dieser Tour waren die Beastie Boys, LL Cool J und Whodini.
Ebenso aufgrund des Erfolgs der Single konnte Timex Social Club als Vorgruppe für Größen wie New Edition, Midnight Star, die S.O.S. Band, Kool & the Gang und Jermaine Jackson auftreten.

## Coverversionen und Samples
Rumors wurde in den folgenden Liedern anderer Künstler gecovert, als Sample verwendet oder als Parodie vorgetragen:
- 1986: Club Nouveau (Jealousy)
- 1991: Public Enemy (More News at 11)
- 1992: South Central Cartel (Hookaz)
- 1994: House of Pain (Back from the Dead)
- 1995: The Luniz feat. Michael Marshall (I Got 5 on It)
- 1995: The Lost Boyz (Lifestyles of the Rich and Shameless)
- 1996: Mia X feat. Suga T (Can’t Trust a Man)
- 1997: Awesome
- 1997: Master P (Stop Hatin’)
- 1998: Klaus Hallen
- 1998: Taral Hicks feat. LL Cool J (How Can I Get Over You (Remix))
- 1998: Master P feat. Mia X (Thinking Bout U)
- 1999: Puff Daddy feat. R. Kelly (Satisfy You)
- 2001: Jessica Simpson feat. Lil’ Bow Wow (Irresistible (So So Def Remix))
- 2002: Jennifer Lopez feat. 50 Cent (I’m Gonna Be Alright (Track Masters Remix))
- 2004: Ashanti (Only U)
- 2004: DMX feat. Infa-Red, Cross und Drag-On, Syleena Johnson, Sheek Louch (Untouchable)
- 2006: 2Pac (Soon as I Get Home)